# 馬頭角道

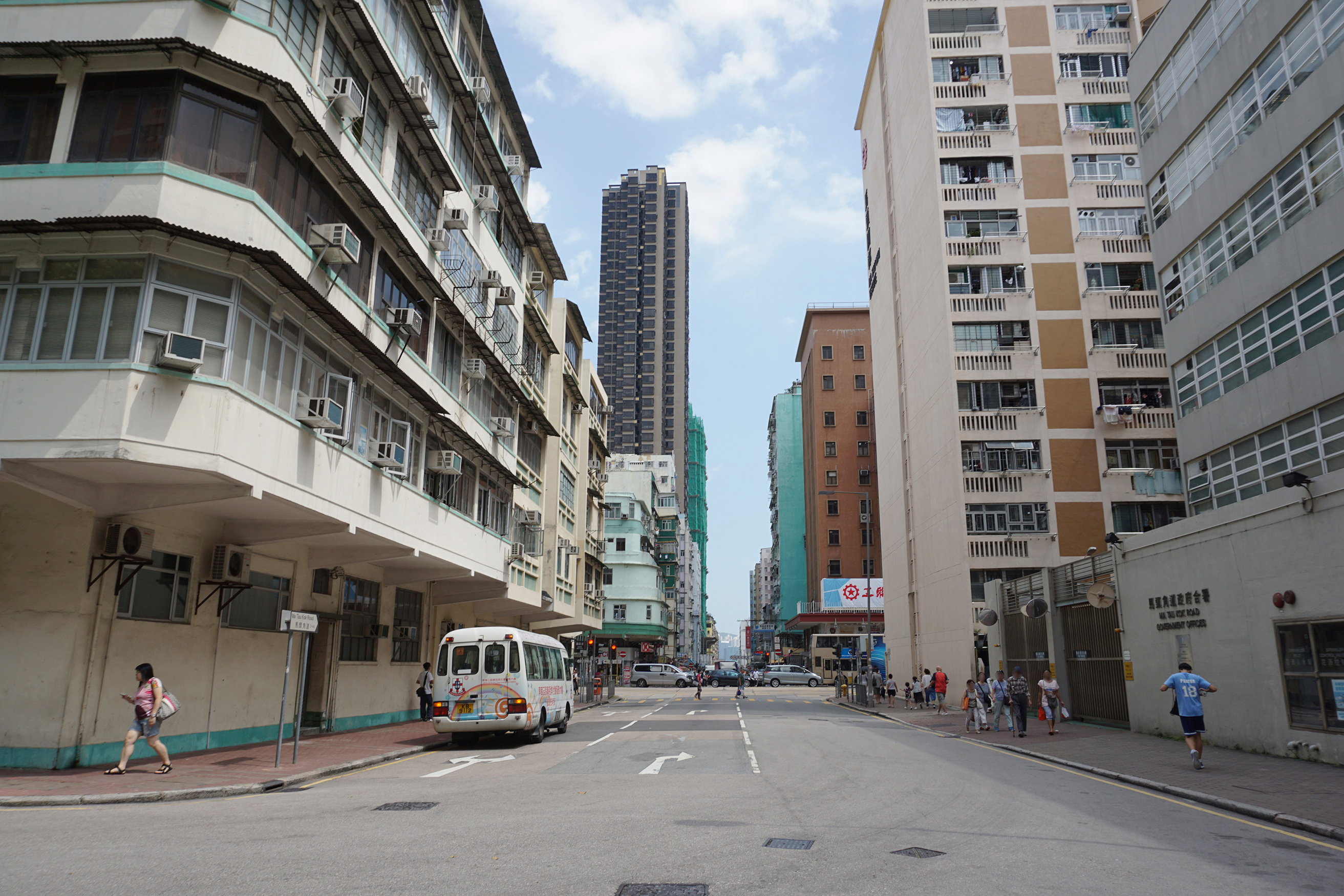
馬頭角道西段

馬頭角道（英語：Ma Tau Kok Road）是香港九龍連接馬頭圍、馬頭涌及馬頭角的一條街道，多年前是一個海角，填海後成為一條自西北向東南伸展的街道，從盛德街起，經馬頭涌道、譚公道、北帝街、炮仗街和九龍城道，一直伸展至興仁街。
馬頭角馬頭角道63號是牛棚藝術村的所在地，旁邊為中華煤氣的辦公大樓。

## 交匯道路
- 盛德街
- 馬坑涌道
- 譚公道
- 北帝街
- 東南徑
- 炮仗街
- 九龍城道
- 龍圖街
- 鳳儀街
- 鹿鳴街
- 麟祥街
- 鷹揚街
- 鵬程街
- 鴻運街
- 蟬聯街
- 燕安街
- 駿發街
- 鶴齡街
- 土瓜灣道
- 忠信街
- 興賢街
- 興仁街

## 鄰近地標
- 土瓜灣道
- 「十三街」舊樓群
- 翔龍灣
- 馬頭角道政府合署
- 欣榮花園

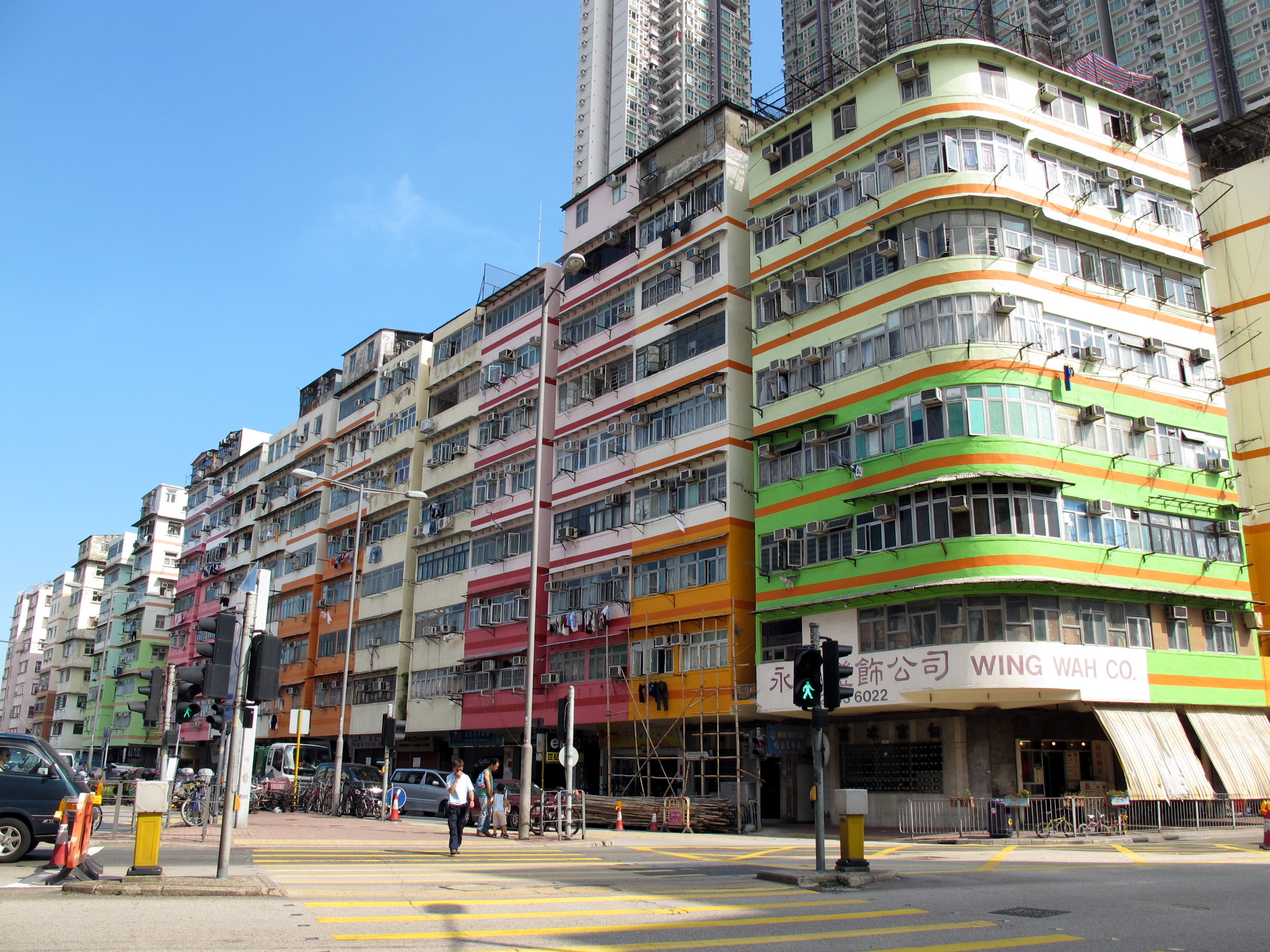
馬頭角道唐樓
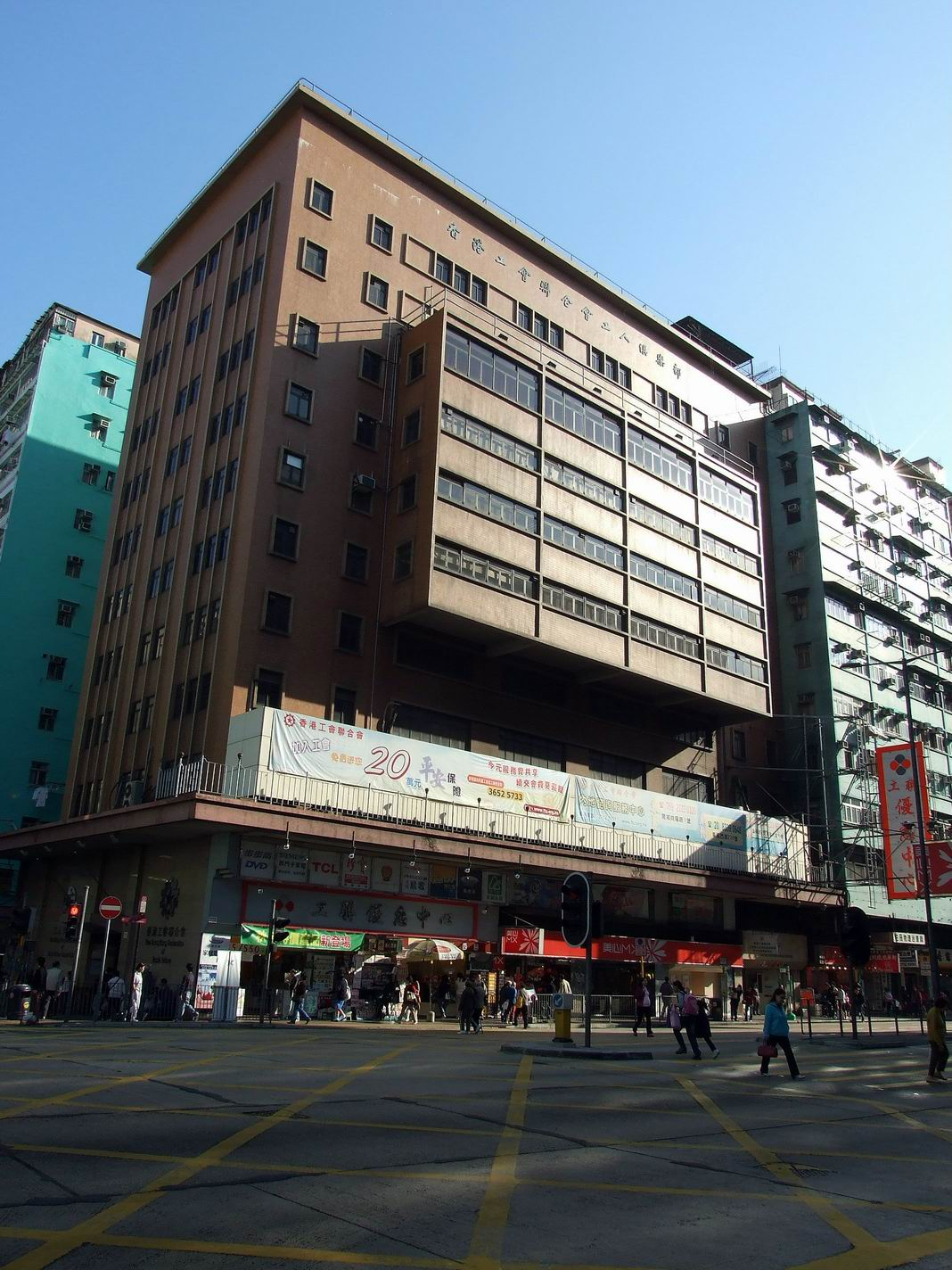
工聯會土瓜灣總會
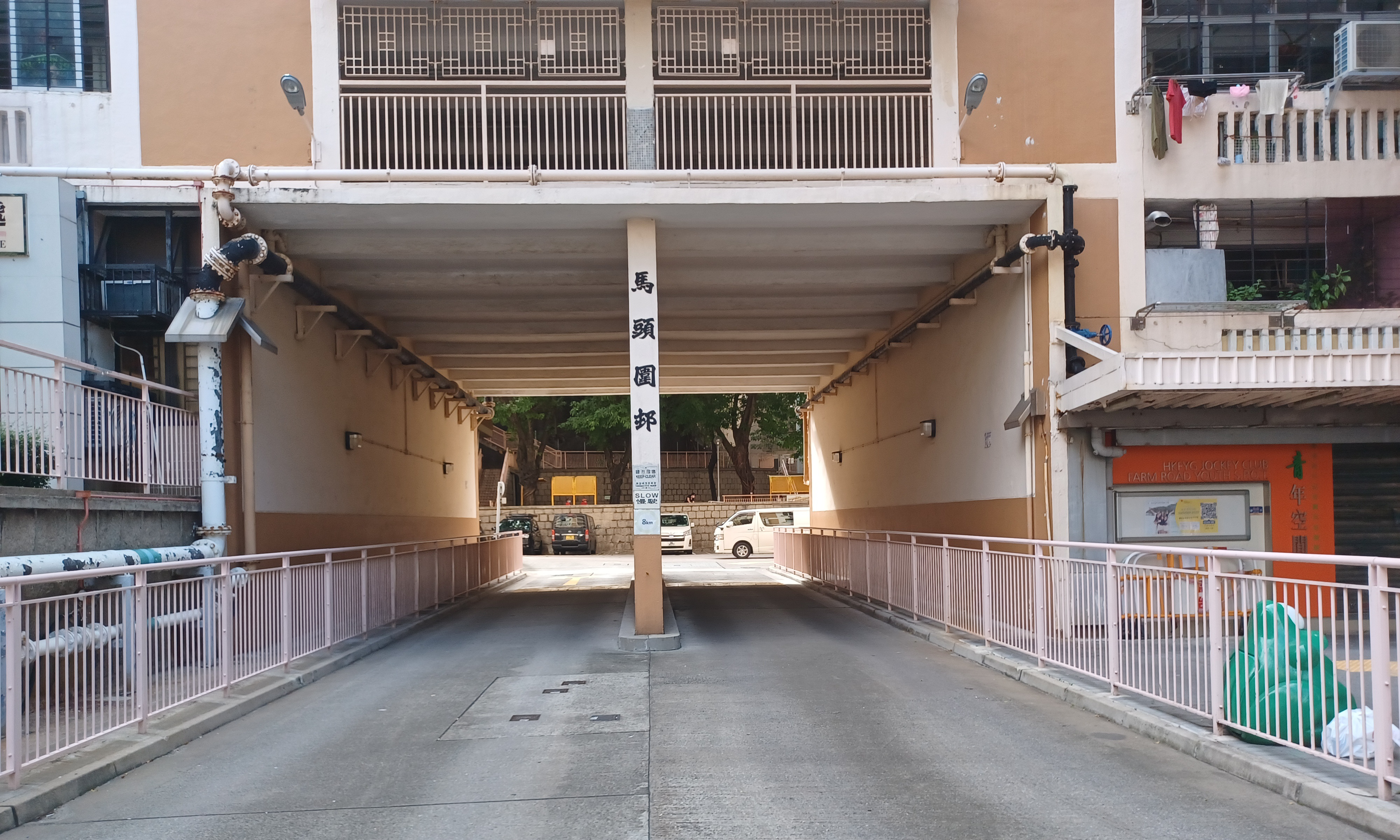
馬頭圍邨玫瑰樓車道
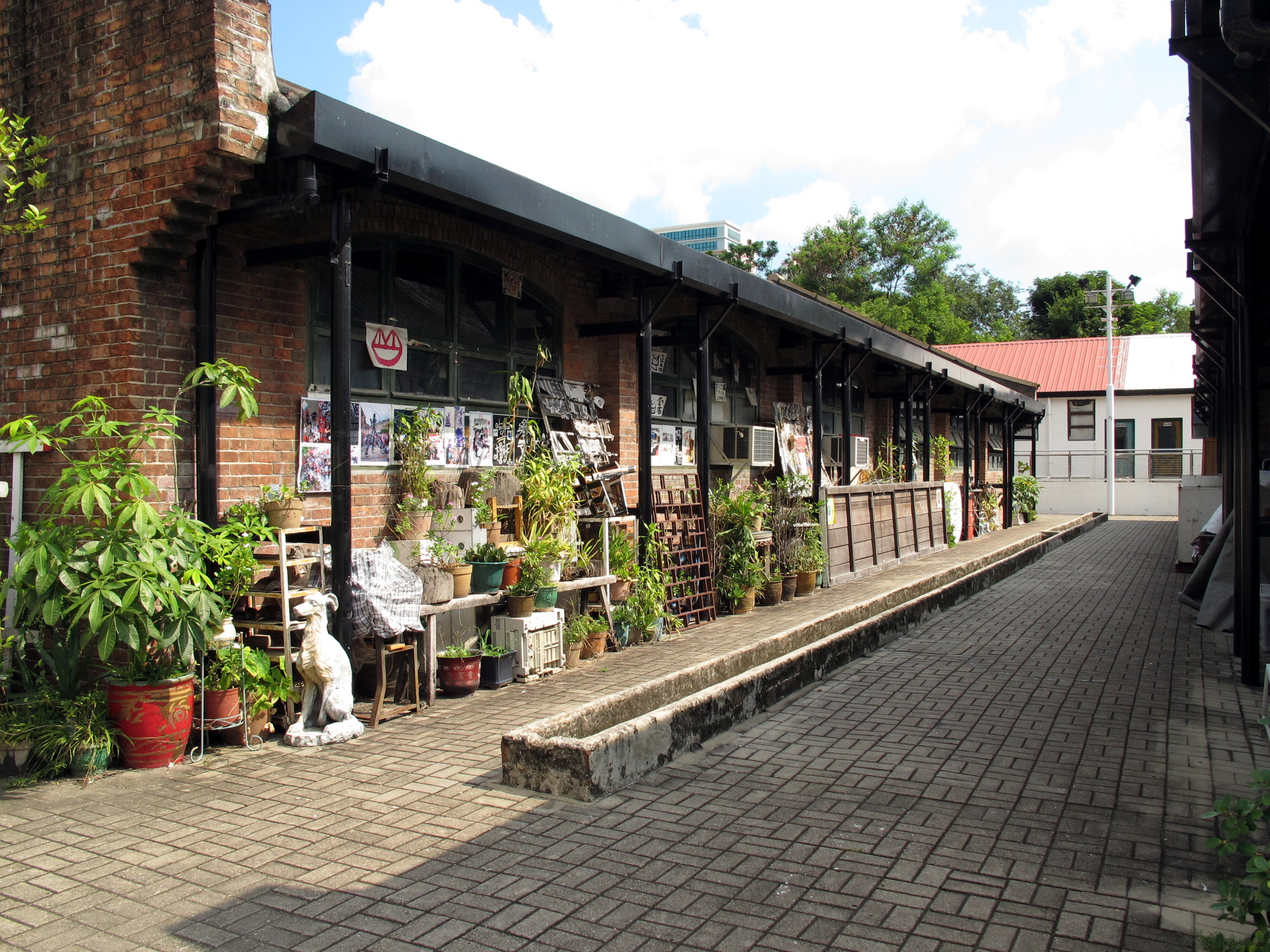
牛棚藝術村

## 外部參考
1. ↑  道路交通 (交通管制) 規例 (第374章) - 土瓜灣馬頭角道臨時限制區 （页面存档备份，存于），運輸署，2014年11月7日